# 우정 (정치인)
우정(중국어 정체자: 吳崢, 병음: Wú Zhēng, 한자음: 오쟁, 1989년 7월 3일 ~ )은 중화민국의 정치인이다. 2024년 민주진보당 보도여론부부장 및 대변인으로 단당했다.